# Confédération des syndicats suédois
La Landsorganisationen i Sverige (LO) (Organisation nationale de Suède) est une confédération syndicale suédoise fondée en 1898. Elle est liée au Parti social-démocrate des travailleurs et adhérente de la Confédération syndicale internationale et de la Confédération européenne des syndicats. C'est l'organisation syndicale majoritaire en Suède.

## Histoire
- 1898 Création d'une union des syndicats suédois prenant le nom d'Organisation nationale (Landsorganisationen) (8 août), présidée par Fredrik Sterky.
- 1901 Début de la constitution d'un fonds de réserve (pour les grèves et autres luttes futures).
- 1902 Organisation d'une manifestation pour le suffrage universel ; revendication du 1er mai comme jour férié; organisation d'une grève (15 au 17 mai) pour faire pression sur la question du suffrage; création de la Confédération des employeurs suédois (Svenska arbetsgivareföreningen (SAF)) en réponse directe à ces démonstrations de puissance de la part des syndicats.
- 1908 Achat d'un immeuble sur Barnhusgatan, à Stockholm; dans les années suivantes, organisation de nombreuses grèves et blocages.
- 1909 LO et le mouvement syndical sortent perdants de la grève générale (4 août-13 novembre).
- 1910 Scission au sein du LO: près de la moitié des membres la quitte et fonde (27 juin) l'Organisation centrale des travailleurs suédois (Sveriges arbetares centralorganisation (SAC)).
- 1912 Adoption du principe de fédération de l'industrie qui affirme que tout travailleur ayant le même poste de travail doit appartenir au même syndicat.
- 1913 Création de la 1re confédération syndicale (fackliga centralorganisationen (FCO)) à Lund.
- 1920 Introduction de la journée de huit heures et d'un maximum de 48 heures hebdomadaire; début de la parution de Le Mouvement syndical (Fackföreningsrörelsen), l'organe officiel du syndicat.
- 1929 Établissement d'un Tribunal du travail visant à empêcher toute action revendicative sur le marché de l'emploi; ouverture de la 1re Université populaire (Brunnsviks folkhögskola) à Ludvika, au sud de la Dalécarlie (juin), en partie financée par LO.
- 1938 Signature d'un accord-cadre avec la SAF, dit Accord de Saltsjöbaden (Saltsjöbadsavtalet).
- 1942 Lancement par LO du quotidien Journal du soir (Aftontidningen).
- 1952 Achat du centre du formation Åkers Runö, aux environs de Stockholm.
- 1956 Achat du Journal de Stockholm (Stockholms-Tidningen) et de la Feuille du soir (Aftonbladet); fin de parution du Journal du soir (Aftontidningen).
- 1958 Fusion du journal de tendance sociale-démocrate le Journal du matin (Morgontidningen) et du Journal de Stockholm (Stockholms-Tidningen), ce dernier cessant de paraître en 1966.
- 1976 Changement de nom du Le Mouvement syndical (Fackföreningsrörelsen) en LO-Magazine (LO-tidningen).
- 1978 Réorganisation de la structure de la FCO en districts (LO-distrikt) et sections (LO-sektion).